# West Side Place
 (janvier 2020).
West Side Place est un complexe à usage mixte situé à Melbourne en Australie. Il comprendra deux tours de 270 et 211 mètres dont l'achèvement est prévu pour 2022. Deux autres tours de 240 et 235 mètres sont en projet. 